# 我心所願
〈我心所願〉（英語：Alright）是美國黑人女歌手珍娜·傑克森在1990年3月推出的單曲，這首單曲獲得告示牌單曲榜第4名以及舞曲榜兩週冠軍。

## 資料

### 單曲簡介
〈我心所願〉由珍娜·傑克森本人及她的事業夥伴共同創作編寫，這首歌曲和前幾首節奏強勁、動感俐落的流行舞曲不同，歌曲採新傑克搖擺搭配放克曲風，散發著1970年代的味道。在〈我心所願〉的音樂影片中，仿舞台劇的背景，加上經過精心設計的喬段，珍娜·傑克森和影片中的演員巧妙的互動，加深了影片的可看性，而影片中採用的類似一鏡到底的仿拍手法，珍娜·傑克森在1986年的〈每當想起你〉就已經用過了。

### 商業成績
〈我心所願〉是從珍娜·傑克森第四張個人專輯《節奏國度》（英語：Janet Jackson's Rhythm Nation 1814）中所推出的第四首單曲，前三首單曲依序為〈想念你〉（四周冠軍）、〈節奏國度〉（第2名）和〈掙脫束縛〉（三週冠軍）。〈我心所願〉在1990年3月4日推出單曲，
4月7日進入告示牌單曲榜，首週成績為第45名，6月2日來到這首單曲最高成績第4名。〈我心所願〉在單曲榜內一共停留了16週，銷售量逾50萬張，在1990年告示牌年終單曲榜排名第44位。
〈我心所願〉在告示牌單曲榜雖未能奪冠，但在舞曲榜卻成功拿下兩週冠軍，這已是珍娜·傑克森在同一年從此榜所獲得的第三首冠軍舞曲了。〈我心所願〉在英國排行榜上成績不如美國告示牌上出色，在英國單曲榜僅獲得第20名。

### 獎項紀錄
〈我心所願〉令珍娜·傑克森獲得第33屆葛萊美獎（Grammy Award）的「Best Female R&B Vocal Performance」和「Best R&B Song」兩項提名，但均未得獎。不過〈我心所願〉讓珍娜·傑克森獲得一座告示牌音樂獎（Billboard Music Award）的「Best Director, Dance」。